# Catoscopium
Catoscopium là một chi rêu trong họ Catoscopiaceae.